# Хогвортски предмети
Хогвортс је измишљена школа магије у којој се одиграва радња серијала Хари Потер. На Хогвортсу се држе часови из следећих предмета:

## Преображавања
Преображавање је магијска вештина мењања облика и појаве неког предмета. Правилно се изводи концентрацијом, прецизним замахом чаробног штапића и говорењем одговарајућих магичних речи. Преображавања су обавезан предмет, настава из преображавања постоји у свих седам хогвортских разреда.
Пре него што је постао директор, Албус Дамблдор је био професор преображавања. Тренутни професор преображавања је Минерва МекГонагал.

## Одбрана од мрачних вештина
Обухвата учење о разним техникама помоћу којих се може одбранити од мрачних вештина и злих бића. Одбрана од мрачних вештина, као обавезан предмет, предаје се у свих седам разреда.
На позицији професора одбране од мрачних вештина налазио се хогвортски мајстор напитака Северус Снејп, иако то место није добио све до шесте књиге, Хари Потер и полукрвни принц, вероватно због своје претходне верности Лорду Волдемору. Када су је питали који је разлог што Дамблдор не дозвољава Снејпу да предаје мрачне вештине, ауторка је одговорила да Дамблдор верује да би предавање овог предмета могло да пробуди Снејпову лошију страну. У седмој књизи, Хари Потер и реликвије Смрти, наставник постаје Амикус Кероу, Смртождер који је то место добио када је Волдемор преузео школу.
У свакој од првих пет књига серијала, професор одбране од мрачних вештина игра главну улогу у радњи књиге; и сваки од њих је, на крају године, отпуштен, приморан да се повуче, убијен или полудео. Квалитет предавања варира од једног до другог професора. Још од књиге Хари Потер и Дворана тајни, верује се да је место професора мрачних вештина проклето; па је Гилдерој Локхарт био једини који је хтео да прихвати посао те године. Оно што се њему и свим каснијим професорима догађало, само је погоршало репутацију, па касније, у књизи Хари Потер и Ред феникса, Дамблдор није могао да нађе новог професора, допустивши Министарству магије да запосли Долорес Амбриџ. 

### Предавачи одбране од мрачних вештина
Неки од њих су:
- Галатеа Веселомисла (неких педесетак година пре догађања радње Хари Потер серијала)
- Квиринус Квирел  (у књизи Хари Потер и Камен мудрости)
- Гилдерој Локхарт (у књизи Хари Потер и Дворана тајни)
- Ремус Лупин (у књизи Хари Потер и затвореник из Аскабана)
  - Снејп је ипак успео да одржи један час током те године, замењујући Лупина, и том приликом је покушао да наговести да је Лупин вукодлак.
- Аластор Ћудљивко (у књизи Хари Потер и ватрени пехар)
  - „Лудооки“ Аластор Ћудљивко је, у ствари, био у заробљеништву Бартија Чучња Млађег током читаве године. Чучањ је преузео Ћудљивков излед помоћу вишесоковног напитка и претварао се да је он Ћудљивко.
- Долорес Амриџ (у књизи Хари Потер и Ред феникса)
  - Пошто је Амриџова инсистирала искључиво на подучавању ученика теорији, Хари, Рон и Хермајони су основали илегалну тајну групу за практично учење одбране од мрачних вештина, тзв. Дамблдорову армију.
- Северус Снејп (у књизи Хари Потер и полукрвни принц)
  - Након што му се коначно остварила жеља да постане професор одбране од мрачних вештина, Снејп поново постаје члан Смртождера и убија Дамблдора.
- Амикус Кероу (у књизи Хари Потер и реликвије Смрти)

У књизи Хари Потер и полукрвни принц, Дамблдор открива Харију да ниједан професор одбране од мрачних вештина није потрајао дуже од годину дана од кад је Лорд Волдемор одбијен за то место пре неких 25-30 година, те се може закључити да је Волдемор ипак стварно проклео место професора одбране од мрачних вештина. У сваком случају, после Волдеморове смрти нестаје проклетство и наставници остају на више година.

## Чини
Управљање предметима прецизним покретима штапића и говорењем одређених речи. Ово је један од најбучнијих часова, јер групе ученика вежбају померање предмета, засмејавајуће чини и сл. Чини су обавезан предмет, настава се врши од првог до седмог разреда.
Филијус Флитвик је тренутни професор чини. Џ. К. Роулинг је рекла да би она, ако би икад предавала на Хогвортсу, предавала чини.

## Напици
То је вештина справљања напитака са магијским ефектима, предаје се као обавезан предмет од прве до седме године.
Северус Снејп је био мајстор напитака од прве до пете књиге, иако је стално конкурисао за место професора одбране од мрачних вештина. У шестој књизи посао мајстора напитака преузима Хорације Пужорог.

## Астрономија
Веома је слична истоименој науци у стварном свету. Часови астрономије се дају у највишој кули сваке среде. Астрономија се предаје од прве до пете године. После пете године, ученици могу да се определе да ли желе да наставе са тим предметом.
Професорка Аурора Синистра је тренутни професор астрономије на Хогвортсу.

## Летење
Предаје се само првацима. То је вештина летења на метлама.
Мадам Бућкуриш је тренутни професор летења.

## Историја магије
Предаје се од првог до петог разреда, а обухвата забележена сазнања из историје чаробњачког света.
Професор Чатберт Бинс, тренутни професор историје магије, је дух. Он није чак ни приметио да је мртав, само је устао и отишао до зборнице, остављајући своје тело. На часу, он не престаје да чита монотоним гласом своје досадне белешке, не примећујући да га ученици уопште не слушају и не пазе.

## Хербологија
Учење о магичним биљкама и како их неговати. Часови хербологије се држе у стакленицима на школском земљишту. Прваци раде само у стакленику број 1, а стакленик број 3 садржи неке опасне биљке. Стакленик број 3 се користи почевши од друге године.
Професорка Помона Младица је тренутни професор хербологије.

## Аритмантија
Грана магије која проучава магична својства бројева и слова. Ни Хари ни Рон не похађају ове часове. Ипак, то је Хермионин омиљени час. Аритмантија је изборни предмет од трећег до седмог разреда.
Професорка Септима Вектор је тренутни професор аритмантије.

## Древне руне
Предмет који проучава древна рунска писма и језике. Предаје га професорка Вектор. То је изборни предмет који се учи од трећег разреда. После пете године, ученици могу да се определе да ли желе да наставе са тим предметом.

## Предсказивање будућности
Прорицање је вештина предвиђања будућности. Користе се различити методи, као што су гледање у кристалну куглу, листиће чаја, тарот и тумачење снова. Ово је изборни предмет који се предаје од трећег до седмог разреда (после пете године, ученици могу да се определе да ли желе да наставе са тим предметом).
Тренутни професори прорицања су Сибил Трилејни и кентаур Фирензи. Када је Долорес Амбриџ отпустила Трилејнијеву у петој књизи, заменио ју је Фирензи. У шестој књизи, Дамблдор дозвољава обома да предају делећи часове, што је идеја која веома узнемирује Трилејнијеву.

## Брига о магијским створењима
Учење о томе како са магијским бићима. Изборни предмет, предаје се од треће до седме године (после пете године, ученици могу да се определе да ли желе да наставе са тим предметом).
Између Харијеве друге и треће године школовања, професор бриге о магијским створењима, професор Кетлебурн, подноси оставку желећи да ужива у пензији. Дамблдор нуди посао Рубијусу Хагриду, који га и прихвата. Током Хагридова два одсуства, једно након што је Рита Скитер открила да му је мајка била џиница, и друго док је био на специјалном задатку, Професорка Вилхемина Трули-Даска га је замењивала.

## Проучавање Нормалаца
Проучавање Нормалаца, немагијских људи, које обухвата писање есеја попут Зашто је Нормалцима потребан електрицитет. Ово је изборни предмет од трећег до седмог разреда (после пете године, ученици могу да се определе да ли желе да наставе са тим предметом).
Овај предмет предавала је професорка Милосна Бербиџ, све док је Волдемор није заробио и убио у седмој књизи